# 神奈川県立平塚看護大学校
神奈川県立平塚看護大学校（かながわけんりつひらつかかんごだいがくこう）は、神奈川県平塚市諏訪町にある看護師を養成している公立の四年制教育の看護専門学校。

## 概要
1971年（昭和46年）に、保健婦助産婦看護婦法第21条第2号の看護婦養成所として定員80人、修業年数3年をもって指定を受け翌年4月に看護婦要請所を発足。2014年現在、神奈川県・保健福祉局の出先機関のひとつとして構成されている。

## 沿革
- 1971年（昭和46年）12月 - 保健婦助産婦看護婦法に基づく看護婦養成機関としての指定を受ける。
- 1972年（昭和47年）4月 - 神奈川県立平塚高等看護学院として、看護婦養成所を開校。
- 1979年（昭和54年）4月 - 神奈川県立平塚看護専門学校と改称。併せて、学校教育法に基づく専修学校へ移行。
- 1995年（平成7年） - 専門士の称号が付与できる専修学校の専門課程として認可。
- 1997年（平成9年）8月 - 新校舎の完成。
- 2002年（平成14年）3月 - 保健師助産師看護師法の施行（旧保健婦助産婦看護婦法）により男女ともに「看護師」という名称に統一。
- 2017年（平成29年）4月 - 校名を神奈川県立平塚看護大学校に改称し、三年制教育から四年制教育へ改編。

## 設置学科
- 医療専門課程 看護学科（3年制課程）

## 取得できる資格・免許状
- 看護師 国家試験受験資格
- 保健師・助産師の養成機関受験資格
- 養護教諭免許一種の養成機関（看護系）受験資格
- 専門士（医療専門課程）の称号[1]
- 四年制大学編入学受験資格

## 交通アクセス
- JR東海道線 平塚駅北口バス乗り場（東口改札から出て北口バス乗り場へ）
  - 2番のりば　平30･31･32･34･73･76系統に乗車
バス停「江南高校前」下車、徒歩5分程度。
  - 3番のりば　平22系統・市民病院（諏訪町経由）行き、または平77系統・市民病院経由東海大学前駅南口行きに乗車
バス停「豊原町」または「諏訪町」下車、徒歩3分程度。
- 小田急小田原線 伊勢原駅南口バス乗り場
  - 1番のりば　平91・94系統・平塚駅行き、
  - 2番のりば　平90系統・伊勢原団地経由平塚駅行きに乗車
バス停「共済病院前総合公園西」下車、徒歩8分程度。
- 小田急 秦野駅北口バス乗り場
  - １番のりば　平71系統・平塚駅行き、または平74系統・下大槻団地経由平塚駅行きに乗車
バス停「江南高校前」下車、徒歩5分程度。
- 小田急 東海大学前駅南口バス乗り場
  - １番のりば　平73系統・広川経由平塚駅行きに乗車
バス停「江南高校前」下車、徒歩5分程度。または平77系統・市民病院経由平塚駅行きに乗車
バス停「豊原町」または「諏訪町」下車、徒歩3分程度。